# X-Forwarded-For
Az X-Forwarded-For (XFF) számítástechnikai kifejezés, a HTTP egyik fejlécét jelenti. Jelentősége abban áll, hogy ez a de facto szabvány a webszerverekhez HTTP-proxyn keresztül kapcsolódó kliensgépek saját IP-címének azonosítására. A proxy leggyakrabban egy internetszolgáltatóé, amely arra bátorítja vagy kényszeríti a felhasználókat, hogy ezen keresztül érjék el a World Wide Webet, és így a gyorsítótár használata révén csökkenteni tudja a felhasznált sávszélességét. Egyes esetekben a proxy átlátszó (transparent), ami azt jelenti, hogy a felhasználók esetleg nem is tudnak a létezéséről.
Az XFF vagy más hasonló technika használata nélkül a proxyn keresztül létrejövő kapcsolatokban csak a proxy IP-címe látszana, lényegében anonimizáló szolgáltatássá változtatva a proxyt. Így a rosszindulatú hozzáférések megelőzése és felderítése lényegesen megnehezedne. Az XFF használhatósága attól függ, hogy a proxy mennyire megbízhatóan továbbítja a kliensgép eredeti IP-címét. Van olyan proxy is, amely a valódi cím helyett privát IP-címeket továbbít, amelyek nem alkalmasak a kliensgép azonosítására.
Ezért a gyakorlati felhasználásban nagy jelentőségűek a megbízható szerverekről összeállított listák.

## Formátum
A fejléc általános formátuma:
X-Forwarded-For: kliens1, proxy1, proxy2
Ebben a listában a kettőspont után IP-címek állnak, elsőként a legtávolabbi elérhető kliensé, majd balról jobbra haladva a proxyké, amelyeken a kérés áthaladt. A példában a kérés a kliens1 nevű gépről indult, és a proxy1, proxy2, proxy3 proxy szervereken haladt át. A fejlécben nem jelenik meg a proxy3, amely a webszerverhez kapcsolódó gép látszólagos IP-címe lesz.
Mivel az XFF-fejléc könnyen hamisítható, a kapott információt fenntartásokkal kell kezelni. Az utolsó IP-cím mindig a proxyhoz kapcsolódó gép címe, vagyis ez a legmegbízhatóbb adat, amennyiben maga a proxy (tehát a kérést látszólag küldő gép) is megbízható.

## Szoftver
Az XFF-fejlécet a proxy szerverek többsége támogatja, így a Squid, az Apache mod_proxy, az F5 Big-IP, a Kemp LoadMaster, az Nginx, a Blue Coat ProxySG, a Cisco Cache Engine, a Finjan's Vital Security, a NetApp NetCache, a Crescendo Networks' Maestro, és a Microsoft ISA Server 2004/2006 a Winfrasoft X-Forwarded-For for ISA Server kiegészítéssel.

## Fordítás
Ez a szócikk részben vagy egészben  a   X-Forwarded-For című angol Wikipédia-szócikk ezen változatának fordításán alapul.  Az eredeti cikk szerkesztőit annak laptörténete sorolja fel. Ez a jelzés csupán a megfogalmazás eredetét és a szerzői jogokat jelzi, nem szolgál a cikkben szereplő információk forrásmegjelöléseként.